# Moltiplicazione dei pani e dei pesci (Farinati)
Moltiplicazione dei pani e dei pesci è un dipinto del pittore veronese Paolo Farinati, realizzato con la tecnica della pittura a olio su tela. Si trova collocato nella parete di destra del presbiterio della chiesa di San Giorgio in Braida a Verona, di fronte alla tela La caduta della manna del deserto (opera di Felice Brusasorzi e continuata dagli allievi Pasquale Ottini e Alessandro Turchi) e accanto al Martirio di San Giorgio di Paolo Veronese, che funge da pala per l'altare maggiore.
La grande tela è firmata e datata al 1603 dall'autore che aggiunge orgogliosamente di avere l'età di settantanove anni. 
Secondo il Giornale, il libro su cui Farinati ha annotato per tutta la vita le sue commissioni, per il dipinto ha ricevuto un compenso di 400 ducati.

## Descrizione
L'opera, considerata uno dei capolavori di Farinati, è contraddistinta da un chiaro stile manierista e rappresenta una moltitudine di persone nell'atto di assistere al miracolo di Gesù della Moltiplicazione dei pani e dei pesci. Sullo sfondo, probabilmente, è raffigurata la stessa chiesa di San Giorgio, affacciata sul fiume Adige tra le barche e le antiche mura veneziane di Verona. Alcuni osservatori ritengono che Farinati si sia ritratto nel vecchio curvo in primo piano.